# Musikwerk (Urheberrecht)
Das Musikwerk ist im Urheberrecht eine in sich geschlossene Komposition mit oder ohne Text, die unter einem bestimmten Musiktitel veröffentlicht wurde.

## Allgemeines
Das Musikwerk ist nicht nur Untersuchungsgegenstand der Musikwissenschaft (→ Hauptartikel: Musikalisches Werk), sondern auch der Rechtswissenschaft in deren Spezialgebiet Urheberrecht (siehe auch Musikrecht). In die Kompositionslehre haben sich auch Juristen eingemischt, denn die Melodie ist auch ein Rechtsbegriff. Das Urheberrecht schützt nach § 2 Abs. 1 Nr. 2 UrhG ausdrücklich „Werke der Musik“. Unter einem Werk versteht das Urheberrecht wiederum persönliche geistige Schöpfungen (§ 2 Abs. 2 UrhG). Werke der Musik bedienen sich der Töne als Ausdrucksmittel, wobei der Begriff des Musikwerks weit auszulegen ist. Darunter fallen Werke, die durch Töne mittels der menschlichen Stimme, Musikinstrumente, Geräusche der Natur oder eines Tieres oder elektronisch generiert ausgedrückt werden. Dabei ist nicht maßgeblich, ob eine musikalische Tontheorie eingehalten wird. Auch eine freie Improvisation, bei der Komponist und Musiker ihre Funktionen vereinen, gehört zu den Musikwerken. Es ist ebenfalls nicht erforderlich, dass das Musikwerk vor- oder nachher in Noten aufgeschrieben oder durch Tonaufnahme in einem Tonstudio festgehalten wurde. Für die urheberrechtliche Praxis indes sind diese beiden Aspekte, insbesondere bei der Anmeldung bei einer Verwertungsgesellschaft (wie in Deutschland der GEMA) von Belang. Ob von einem Musikwerk ausgegangen werden kann, obliegt nach Ansicht der Rechtsprechung den mit Musik vertrauten und hierfür aufgeschlossenen Verkehrskreisen.
Melodie als Rechtsbegriff bezeichnet jede in sich geschlossene und geordnete Tonfolge, die für sich genommen eine schöpferische Eigentümlichkeit nach § 2 Abs. 2 UrhG aufweist und einem Musikwerk die individuelle Prägung gibt. In ihr muss sich ein individueller ästhetischer Gehalt ausdrücken. Auch Teile von Melodien sind geschützt, wenn sie ihrerseits noch eine ausreichende Schöpfungshöhe besitzen. Im musikalischen Bereich ist ein weiter Spielraum für individuelle Ausdruckskraft gegeben, der die Annahme einer Doppelschöpfung als Ausnahme erscheinen lässt.
Auch die Sequenzierung von Kompositionen oder Arrangements aus bestehenden Tonaufnahmen mittels Software-Sequenzer (beispielsweise als MIDI), also die Erstellung eines elektronischen Notensatzes der Werke, ist unter das Urheberrecht zu subsumieren, wobei insbesondere die Urheberrechte des Komponisten tangiert werden.

## Arten
Ein Musikwerk mit Text ist urheberrechtlich ein so genanntes verbundenes Werk nach § 9 UrhG, wonach ein unabhängiges Sprachwerk mit einem Musikwerk zur gemeinsamen Verwertung verbunden wird. Zwar entsteht beim verbundenen Werk kein einheitliches Werk mit eigenen Urheberrechten, doch ergeben sich Treuepflichten zwischen Komponist und Texter auf schuldrechtlicher Ebene, so dass ein Schlagertext nicht mit einer neuen Melodie verbunden werden darf.

## Musikwerke in der Rechtsprechung
Eine Person, die ein Musikwerk erschafft, heißt Komponist. Voraussetzung ist also zunächst die Schöpfung eines Werkes der Musik im Sinne von § 2 Abs. 1 Nr. 2 UrhG. Eine solche Schöpfung liegt nur vor, wenn die nach § 2 Abs. 2 UrhG vorausgesetzte Schöpfungshöhe erreicht oder überschritten wird. Bei Musikwerken sind an die schöpferische Eigentümlichkeit freilich keine hohen Anforderungen zu stellen. Danach reicht es aus, wenn die formgebende Tätigkeit des Komponisten nur einen geringen Schöpfungsgrad aufweist. Die schöpferische Leistung kann sich dabei nicht nur aus der Melodie, sondern auch aus deren Verarbeitung ergeben, etwa aus dem Aufbau der Tonfolgen, Rhythmisierung sowie aus der Instrumentierung und Orchestrierung. Entscheidend ist der sich aus dem Zusammenspiel dieser Elemente ergebende Gesamteindruck. Die erforderliche Gestaltungshöhe kann sich aus dem so maßgeblichen Gesamteindruck auch dann ergeben, wenn die einzelnen Elemente für sich genommen nur eine geringe Individualität aufweisen, etwa durch die Verknüpfung üblicher Stilmittel. Außerhalb des urheberrechtlichen Schutzbereiches liegen dagegen die rein handwerkliche Tätigkeit und die Verwendung dessen, was zum musikalischen Allgemeingut gehört.
Nach diesen Grundsätzen ist auch die Schutzfähigkeit von Werkteilen zu beurteilen. Tonfolgen oder Klangbilder, die aufgrund ihres Umfangs, ihrer Vielfalt, des Rhythmus sowie der Auswahl und Zusammenstellung bereits individuelle Züge aufweisen, sind dabei urheberrechtlich geschützt. Maßgeblich für die Beurteilung der Schöpfungshöhe ist die Auffassung der mit musikalischen Fragen einigermaßen vertrauten und hierfür aufgeschlossenen Verkehrskreise. Tonfolgen, die nur aus wenigen Tönen bzw. Akkorden bestehen, fehlt indes regelmäßig die für den Schutz aus § 2 Abs. 1 Nr. 2, Abs. 2 UrhG erforderliche Individualität. Nicht schutzfähig sind einzelne Töne, akustische Signale, Akkorde, Pausenzeichen, ein Rhythmus oder eine bestimmte Harmonie. Töne und Akkorde müssen im Interesse der Allgemeinheit frei bleiben, andernfalls würde es zu einer inakzeptablen Behinderung schöpferischen Schaffens kommen.

## Miturheberschaft, Werkverbindung
Wirken mindestens zwei Personen bei der Werkschöpfung zusammen, kann Miturheberschaft (§ 8 UrhG) vorliegen oder auch eine Werkverbindung (§ 9 UrhG). Abgesehen von der reinen Instrumentalmusik kommt dies insbesondere dann in Frage, wenn ein Liedtexter einen Text erstellt, der seinerseits als Werk (§ 2 Abs. 1 Nr. 1 UrhG) anzusehen ist, und sich die Tätigkeit des Komponisten in der Komposition erschöpft. Werden Musik und Text in Schlagern verbunden, so liegt im Allgemeinen eine Werkverbindung im Sinne von § 9 UrhG vor. Gleiches gilt für andere Bereiche der vokalen Unterhaltungsmusik. Auch bei Opern, Operetten, Musicals und ähnlichen Werken liegt eine Werkverbindung im Sinne von § 9 UrhG nahe. Typischer Fall einer Werkverbindung ist auch das Lied, bei dem der Text eines Urhebers als Sprachwerk (§ 2 Abs. 1 Nr. 1 UrhG) mit einem Musikwerk (§ 2 Abs. 1 Nr. 2 UrhG) eines anderen Urhebers verbunden wird. Sind beide Werkteile urheberrechtlich geschützt, so bestimmt sich das Innenverhältnis zwischen Komponist und Texter nach den Grundsätzen der Gesellschaft bürgerlichen Rechts (§§ 705 ff. BGB).
In den USA wird ein Lied mit dem Gesangstext unter der spezifischen Werkart „Musikwerk“ geschützt. Wenn dort mindestens zwei Autoren mit der Absicht zusammenarbeiten, dass ihre Beiträge als eine untrennbare Einheit verschmelzen sollen, so werden sie untrennbare Bestandteile eines einheitlichen Musikwerks. Hier gibt es somit bereits eine urheberrechtliche Einheit von Musik und Text, die in Deutschland erst über Schuldrechtsfragen hergestellt wird.

## Abgrenzungen
Die Komposition ist vom Arrangement abzugrenzen. Bei einem Arrangement wird ein Musikwerk durch musikalische Gestaltungsmittel, insbesondere durch Instrumentierungen, aber auch durch Reharmonisierungen oder Modulationen in seinem Ausdruck verändert. Einerseits spricht die Rechtsprechung dem klassischen Arrangement eine schöpferische Eigenart nur zu, sofern das Arrangement über das rein handwerkliche Anwenden musikalischer Lehren hinausgeht, andererseits erreichen auch einfache, aber gerade noch geschützte geistige Leistungen (sogenannte Werke der kleinen Münze) die schutzwürdige Schöpfungshöhe, welche im Zweifelsfalle nach musikwissenschaftlichen Gesichtspunkten zu prüfen ist. So ist das Arrangement nach § 3 UrhG als schöpferische Bearbeitung geschützt und bedarf bei weiterer Bearbeitung und Verwertung durch Dritte der Genehmigung des Arrangeurs und/oder dessen Rechtemanagement.
Das Recht der freien Benutzung steht nach § 24 Abs. 1 UrhG nur jemand zu, der eine (bereits geschützte) Tonfolge selbst einspielt und damit tatsächlich reproduziert, so dass die persönlichen Eigenheiten des Originalwerkes verblassen und in den Hintergrund treten. Liegt jedoch erkennbar einem neuen Musikwerk eine bereits geschützte Melodie zugrunde, so ist nach § 24 Abs. 2 UrhG die Zustimmung des Rechteinhabers erforderlich. Das gilt auch für die Bearbeitung etwa bei Coverversionen nach § 23 UrhG.
Mit der Rechtsfrage der Zulässigkeit des Samplings befassen sich die Höchstgerichte bereits hinsichtlich der ausschnittsweisen Kopie fremder Tonaufnahmen. Der BGH ging mit Urteil vom 13. Dezember 2012 davon aus, die unveränderte Verwendung von Ausschnitten aus bestehenden Tonaufnahmen fremder Produzenten sei für eigene, neue Produktionen auch bei der Verwendung nur kleinster Ausschnitte unzulässig. Das Sampling fremder Tonaufnahmen sei nur dann zulässig, wenn das neue Werk zu der übernommenen Tonfolge einen so großen Abstand hält, dass es als selbstständig anzusehen und es dabei nicht möglich gewesen sei, die übernommene Tonfolge selbst einzuspielen. Hierfür sei maßgeblich, ob es „einem durchschnittlich ausgestatteten und befähigten Musikproduzenten zum Zeitpunkt der Benutzung der fremden Tonaufnahme möglich ist, eine eigene Tonaufnahme herzustellen, die dem Original bei einer Verwendung im selben musikalischen Zusammenhang aus Sicht des angesprochenen Verkehrs gleichwertig ist“. Es sei im vorliegenden Falle aus Sicht des BGH also möglich gewesen, nicht den Originaltrack zu verwenden, sondern stattdessen eine eigenständige Einspielung vorzunehmen. Das Urteil des BGH wurde jedoch vom Bundesverfassungsgericht mit Urteil vom 31. Mai 2016 aufgehoben mit der Begründung, die mit der zugrundeliegenden Verfassungsbeschwerde angegriffenen Entscheidungen würden die Beschwerdeführer in ihrem Recht auf künstlerische Betätigungsfreiheit verletzen (RN 109 des Urteils).

## Schutz
Das Musikwerk und sein urheberrechtlicher Schutz sind untrennbar miteinander verbunden. Ein Musikwerk wird in Deutschland nach § 64 UrhG zu Gunsten der Komponisten und Texter noch 70 Jahre nach dem Tod der Urheber geschützt. Diese Schutzfrist gilt seit Juli 1995 auch innerhalb der EU und inzwischen in den USA (siehe Copyright law). Während der Schutzfrist ist nur den Urhebern eine Nutzung und Verwertung gestattet (absoluter Schutz), andere müssen für Bearbeitungen (etwa bei Coverversionen) im Falle einer Veröffentlichung die Urheber um Genehmigung fragen (§ 23 UrhG). Nach Ablauf der Frist ist das geschützte Werk gemeinfrei.